# The Old Masters Box One
The Old Masters Box One prvi iz serije box-setova od američkog glazbenika Franka Zappe, koji izlazi u travnju 1985.g. Originalno je bilo planirano pet box-setova, međutim izlaze samo tri. Prvi set sadrži prvih pet Zappinih albuma (Freak Out!, Absolutely Free, We're Only in It for the Money , Lumpy Gravy i Cruising with Ruben & the Jets) i bonus "Mystery Disc" koji sadrži neke neobjavljene materijale. "Mystery Disc" može se naći samo na prvom i drugom set-boxsu. 1998.g. izlazi kao singl CD od izdavačke kuće "Rykodisc" (ali su izostavljene dvije skladbe "Big Leg Emma" i "Why Don'tcha Do Me Right", koje su uključene kao bonus skladbe na album Absolutely Free).
Na materijalu set-boxsa urađen je remix, pa se tako razlikuje od originalnog izdanja. Na albumima We're Only In It For The Money i Cruising With Ruben & The Jets originalana ritam izvedba zamijenjena je sa basistom Arthurom Barrowom i bubnjarom Chadom Wackermanom (na albumu Cruising With Ruben & The Jets također bas-gitaru svira Jay Anderson).

## Vanjske poveznice
- Informacije o setu